# The Girlfriend Experience (serie de televisión)
The Girlfriend Experience es una serie de televisión antológica estadounidense de drama, creada, escrita y dirigida por Lodge Kerrigan y Amy Seimetz. La primera temporada está protagonizada por Riley Keough como Christine Reade, estudiante de derecho que también trabaja como escort de alto nivel. Es producida por Steven Soderbergh y está basada en la película de 2009 del mismo nombre. La primera temporada de 13 episodios se estrenó el 10 de abril de 2016, y todos los episodios siendo disponibles en Starz On Demand.
El 1 de agosto de 2016, Starz renovó la serie para una segunda temporada de 14 episodios, centrándose en nuevos personajes y argumentos, con el regreso de Seimetz y Kerrigan. La segunda temporada se estrenó en noviembre de 2017.
En septiembre de 2017, Kerrigan y Seimetz, (creadores, escritores y directores originales de la serie) anunciaron que no regresarían para una tercera temporada.
En julio de 2019, Starz renovó la serie para una tercera temporada de diez episodios, escrita y dirigida por Anja Marquardt y protagonizada por Julia Goldani Telles, que se estrenó el 2 de mayo de 2021.

## Argumento

### Temporada 1: Christine
Christine Reade (Riley Keough), estudiante de segundo año de la Escuela de Derecho de Chicago obtiene una pasantía en el bufete de abogados de Kirkland & Allen y se esfuerza por equilibrar su carga de trabajo, gastos y clases. Cuando su amiga íntima Avery (Kate Lyn Sheil) revela que ha estado trabajando como escort, anima a Christine a acompañarla y la presenta a un amigo de uno de sus clientes, que está buscando una acompañante. Christine finalmente toma la decisión de trabajar como GFE, mujeres que ofrecen "The Girlfriend Experience" (La Experiencia de una Compañera) teniendo relaciones emocionales y sexuales disponibles a través de la transacción de dinero.
Bajo el seudónimo de "Chelsea Rayne", Christine inicialmente trabaja para la jefa de Avery, Jacqueline (Alexandra Castillo).
A medida que Christine logra trabajar por su cuenta, experimenta dificultades cuando los clientes cruzan las fronteras y también al descubrir un escándalo en Kirkland y Allen.

### Temporada 2: Erica & Anna / Bria
En la segunda temporada se cuentan dos historias paralelas con episodios intercalados. 
Erica & Anna
La primera historia, ambientada en Washington D. C., se lleva a cabo durante las elecciones de medio término de los Estados Unidos y sigue a Erica Myles (Anna Friel), la directora financiera de un Comité de acción política republicano, y a Anna Garner (Louisa Krause), una joven pero experimentada acompañante. Bajo una intensa presión para cumplir con sus objetivos de recaudación de fondos, Erica solicita la ayuda de Anna para chantajear a un recaudador de fondos canadiense y forzarlo a transferir los fondos al comité a través de una "donación" hecha por una empresa fantasma, mientras que entre ambas surge una pasión repentina al mezclar negocios con placer.
Bria
La otra historia, ambientada en Nuevo México, sigue a Bria Jones (Carmen Ejogo), una mujer que en el pasado se llamó Sarah Day y fue una acompañante VIP, que ahora se encuentra en el Programa de Protección de Testigos junto a su hijastra de trece años, Kayla (anteriormente llamada Katie) (Morgana Davies) a la espera de testificar en un juicio contra su mafioso exesposo y padre de Kayla. Para lidiar con la tensión del cambio a su alrededor, ella vuelve al negocio del acompañamiento, lo que amenaza su nueva identidad y el bienestar de su hijastra y del alguacil (Tunde Adebimpe) que está a cargo de cuidarlas, mientras que al mismo tiempo comienza a aterrarla la idea de que su exesposo la encuentre y la asesine antes de que pueda testificar contra él.

### Temporada 3: Iris
Iris (Julia Goldani Telles) es una estudiante de neurociencia que abandona la escuela y se muda a Londres para unirse a una nueva empresa tecnológica que estudia el comportamiento humano. A medida que comienza a explorar el mundo de las escorts, rápidamente aprende que las sesiones sexuales con sus clientes le dan ventaja en el mundo de la tecnología.

## Reparto y personajes

### Principales

#### Temporada 1
- Riley Keough como Christine Reade / Chelsea Rayne.
- Paul Sparks como David Tellis.
- Mary Lynn Rajskub como Erin Roberts.

#### Temporada 2: Erica & Anna
- Louisa Krause como Anna Garner.[8]
- Anna Friel como Erica Myles.[8]

#### Temporada 2: Bria
- Carmen Ejogo como Sarah Day / Bria Jones.[8]
- Tunde Adebimpe como Ian Olsen.
- Harmony Korine como Paul.
- Morgana Davies como Katie Fairchild / Kayla.

#### Temporada 3
- Julia Goldani Telles como Iris.

### Recurrentes

#### Temporada 1
- Kate Lyn Sheil como Avery Suhr.
- Alexandra Castillo como Jacqueline.
- Amy Seimetz como Annabel Reade.
- Sugith Varughese como Tariq Barr.
- Michael Therriault como Skip Hadderly.
- Sabryn Rock como Kayla Boden.
- James Gilbert como Jack.

#### Temporada 2: Erica & Anna
- Narges Rashidi como Darya Esford.
- Emily Piggford como Sandra Fuchs.
- Michael Cram como Mark Novak.

#### Temporada 3
- Oliver Masucci como Georges Verhoeven.
- Frank Dillane como Christophe.
- Daniel Betts como Rupert.
- Armin Karima como Hiram
- Tobi Bamtefa como Brett.
- Jemima Rooper como Leanne.

## Episodios
| Temporada | Temporada | Título              | Episodios | Episodios | Emisión original       | Emisión original        |
| Temporada | Temporada | Título              | Episodios | Episodios | Primera emisión        | Última emisión          |
| --------- | --------- | ------------------- | --------- | --------- | ---------------------- | ----------------------- |
|           | 1         | Christine           | 13        | 13        | 4 de abril de 2016     | 19 de junio de 2016     |
|           | 2         | Erica & Anna / Bria | 14        | 14        | 5 de noviembre de 2017 | 24 de diciembre de 2017 |
|           | 3         | Iris                | 10        | 10        | 2 de mayo de 2021      | 20 de junio de 2021     |

## DVD
Amazon Video adquirió los derechos de la serie para Reino Unido, Alemania, Austria y Japón, con la serie estrenando el 27 de junio de 2016, con exclusión de Japón. La primera temporada fue lanzada en Blu-ray y DVD en la región 1, el 2 de agosto de 2016.